# Scharlakanslilja
Scharlakanslilja (Lilium pomponium) är en art i familjen liljeväxter. Den förekommer i sydvästra Alperna. Arten odlas som trädgårdsväxt i Sverige.
Scharlakanslilja är en flerårig ört med lök och blir 40-50 cm hög. Löken är äggrund eller klotrunt, 4-5 cm i diameter, lökfjällen är gräddvita. Stjälkarna är ofta mörka. Bladen sitter tätt och är strödda, smalt linjära med silveraktig kant. Blommorna sitter ensamma eller 2-5 (-15) i en klase, de är nickande och doftar obehagligt. Hyllebladen är starkt tillbakarullade, blanka, djupt scharlakansröda med svarta prickar. Ståndarknapparna är bruna, pollen brunrött. Arten blommar i juli.

## Liknande arter
Arten liknar pyreneisk lilja (L. pyrenaicum), med den har vanligen gula (sällan röda), prickiga och streckade blommor som blir 3,5 cm i diameter. Pyreneisk lilja blir också högre (30-120 cm) och saknar de silveraktiga bladkanterna.

## Hybrider
Sorten 'Europa' (C. North före 1978) är en korsning med pyreneisk lilja och liknar en storvuxen scharlkakanslilja.

## Synonymer
- Lilium angustifolium Mill.
- Lilium pomponicum Panz., stavningsvariant
- Lilium rubrum Lam.
- Lilium rubrum var. pomponium (L.) P.Fourn., comb. illeg.